# 609 г. пр.н.е.

## Събития

### В Африка

#### В Египет
- Фараон на Египет е Нехо II (610 – 595 г. пр.н.е.).[1]
- Нехо води политика в подкрепа на асирийците като повежда войска, за да им окаже помощ.

### В Западна Азия

#### Във Вавилония
- Набополaсар (626 – 605 г. пр.н.е.) е цар на Вавилония.[2]
- Въпреки незавършения конфликт с египтяните и остатъчната асирийска съпротива в периода 609 – 607 г. пр.н.е. вавилонският цар е принуден да насочи вниманието си на североизток към Урарту.[3]

#### В Палестина
- Юдейският цар Йосия (641/0 – 609 г. пр.н.е.) прави опит да попречи на египетската войска да премине през Юдея и Палестина, но е разбит и загива в Битката при Мегидо.[3]
- Йосия е наследен на трона на юдейското царство от Йоахаз, но след няколко месеца той е свален от фараона Нехо II и заменен от Йоаким 609 – 598 пр.н.е.[4]

#### В Сирия
- С известно закъснение египетската войска се свързва с асирийците и настъпва срещу загубения през миналата Харан като вавилонския гарнизон е разбит, но изглежда самият град не е зает за постоянно.[3]
- Фараонът Нехо установява щаб-квартирата си в Каркемиш, за да подсигури египетските интереси в Сирия.[3]
- След тези събития последният асирийски цар Ашурубалит II (612 – 609 г. пр.н.е.) изчезва от историята и неговата съдба не е ясна.[3]

#### В Мидия
- Киаксар (625 – 585 г. пр.н.е.) е цар на Мидия.[5]
- В периода 609 – 585 г. пр.н.е. мидийците успяват да подчинят Манеа и Урарту.[6]